# Sous-région d'Åboland
La sous-région de Åboland (suédois : Åboland), finnois : Turunmaan seutukunta) est une sous-région de la Finlande-Propre. 
Au niveau 1 (LAU 1 ) des unités administratives locales définies par l'union européenne elle porte le numéro 021.

## Municipalités
La sous-région d'Åboland regroupe les municipalités suivantes :
| Blason               | Municipalité          |
| -------------------- | --------------------- |
| Kemiönsaaren vaakuna | Kimito (municipalité) |
| Paraisten vaakuna    | Pargas (ville)        |

## Population
Depuis 1980, l'évolution démographique de la sous-région d'Åboland, au périmètre du 1er janvier 2017, est la suivante:
| Année      | 1980   | 1985   | 1990   | 1995   | 2000   | 2005   | 2010   |
| ---------- | ------ | ------ | ------ | ------ | ------ | ------ | ------ |
| population | 23 585 | 23 912 | 24 083 | 23 624 | 22 958 | 22 760 | 22 692 |

## Politique
Les résultats de l'élection présidentielle finlandaise de 2018: